# Tambourissa thouvenotii
Tambourissa thouvenotii là một loài thực vật có hoa trong họ Monimiaceae. Loài này được Danguy miêu tả khoa học đầu tiên năm 1922.